# 氟化磷酸盐
氟化磷酸盐是由氟离子（F−
）和磷酸根（PO3−
4）构成的混合阴离子化合物。自然界中常见的氟化磷酸盐矿物有氟磷灰石（氟化三磷酸五钙，Ca5(PO4)3F）、氟磷镁石（(Mg,Fe)2PO4F）等。人工合成的MIMIIPO4F（MI=Na, Li；MII=Fe, Mn, Co, Ni）可用于电化学的正极材料。

## 合成
氟化磷酸盐可由磷酸二氢铵-氟化钠和金属盐体系的固相法合成，或通过含磷酸-氟化钠（氢氟酸）的水热体系反应得到。反应中也会加入其它试剂，如硼酸作为矿化剂。